# Maksym Zaderaka
Maksym Serhijovyč Zaderaka (in ucraino Максим Сергійович Задерака?; Oleksandrija, 7 settembre 1994) è un calciatore ucraino, centrocampista del Kryvbas Kryvyj Rih.

## Caratteristiche tecniche
È un esterno destro.

## Carriera

### Club
È cresciuto nel settore giovanile dell'Oleksandrija.
Ha debuttato in Prem"jer-liha il 25 luglio 2014 disputando con il Metalurh Donec'k l'incontro perso 2-0 contro il Dnipro.

### Nazionale
Nel 2013 ha giocato una partita nella nazionale ucraina Under-20.

## Palmarès

### Competizioni nazionali
- Coppa d'Armenia: 1

Ararat: 2020-2021